# إكس بوكس كلاود جيمنج
إكس بوكس كلاود جيمنج (المعروفة سابقًا باسم Project xCloud والمشار إليها بالعامية باسم xCloud  ) هي خدمة ألعاب سحابية من Microsoft.  تم إصدار الخدمة في طور الاختبار التجريبي في نوفمبر 2019، وتم إطلاق الخدمة لاحقًا لمشتركي Xbox Game Pass Ultimate في 15 سبتمبر 2020. يتم توفير ألعاب Xbox Game Pass السحابية لمشتركي Ultimate دون أي تكلفة إضافية.

## التوفر

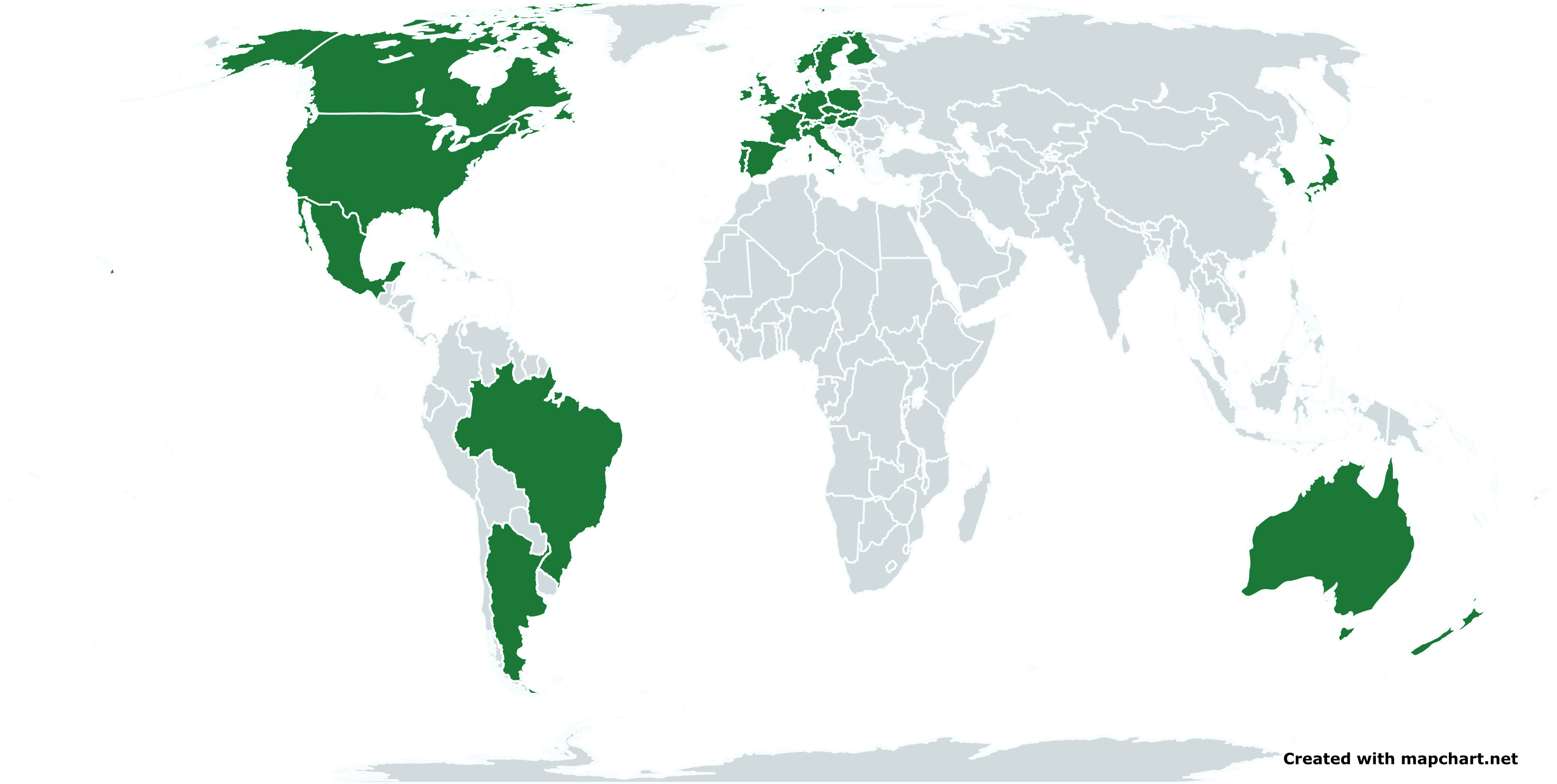
توفر خدمة إكس بوكس كلاود جيمنج في الدول (ديسمبر ٢٠٢٣)

تتوفر الألعاب السحابية في 28 دولة التالية: الأرجنتين ، أستراليا ، النمسا ، بلجيكا ، البرازيل ، كندا ، جمهورية التشيك ، الدنمارك ، فنلندا ، فرنسا ، ألمانيا ، المجر ، إيران ، أيرلندا ، إيطاليا ، اليابان ، المكسيك ، هولندا ، نيوزيلندا ، النرويج وبولندا والبرتغال وسلوفاكيا وكوريا الجنوبية وإسبانيا والسويد وسويسرا والمملكة المتحدة والولايات المتحدة.
|              | الحد الأدنى المطلوب            | تجربة مثلى وجودة أفضل |
| ------------ | ------------------------------ | --------------------- |
| سرعة التحميل | على الأقل 4.75 ميجا بت         | 9 ميجا بت أو أكثر     |
| التاخير      | أقل من أو يساوي 125 مللي ثانية | أقل من 60 مللي ثانية  |

## أنظر أيضا
- Azure Virtual Desktop
- EA Play
- نظام التشغيل Windows 365

## روابط خارجية
- الموقع الرسمي
- Project xCloud (Preview)